# Sádočné
Sádočné je naseljeno mjesto u okrugu Považská Bystrica u Trenčínskom kraju u Slovačkoj.

## Stanovništvo
| Godina:     | 1993. | 2003.    | 2013.   | 2023.   |
| ----------- | ----- | -------- | ------- | ------- |
| Broj ljudi: | 181   | 161      | 158     | 159     |
| Razlika:    |       | -11,04 % | -1,86 % | +0,63 % |

| Godina:     | 2022. | 2023.   |
| ----------- | ----- | ------- |
| Broj ljudi: | 154   | 159     |
| Razlika:    |       | +3,24 % |

Prema podatcima o broju stanovnika iz 2023. godine naselje je imalo 159 stanovnika.

## Vanjske poveznice
|  | Zajednički poslužitelj ima još gradiva o temi Sádočné |

- Službena stranica naselja (sl.)